# Samtgemeinde Freren
In de Samtgemeinde Freren werken vijf gemeenten uit het district Eemsland van de Duitse deelstaat Nedersaksen samen bij de afwikkeling van de gemeentelijke taken. Juridisch gezien hebben de gemeenten hun zelfstandigheid behouden. Het bestuurlijk centrum van de Samtgemeinde bevindt zich in het stadje Freren.

## Indeling van de Samtgemeinde
De vijf deelnemende gemeenten zijn:
|  | 1. Andervenne, 4 km ten noordoosten van Freren-stad, aan de B 214 richting Fürstenau 2. Beesten, 7 km ten zuidwesten van Freren-stad 3. Freren, stad, onderverdeeld in: - Freren - Geringhausen - Lohe-Venslage - Lünsfeld - Setlage - Suttrup 4. Messingen, 7,5 km ten westen van Freren-stad 5. Thuine, 4,5 km ten westnoordwesten van Freren-stad aan de B 214 richting Lingen |

### Gemeentewapens

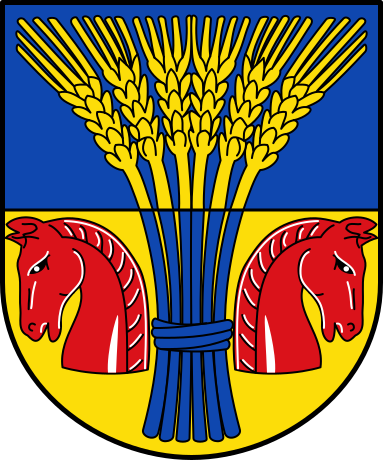
Wapen Andervenne
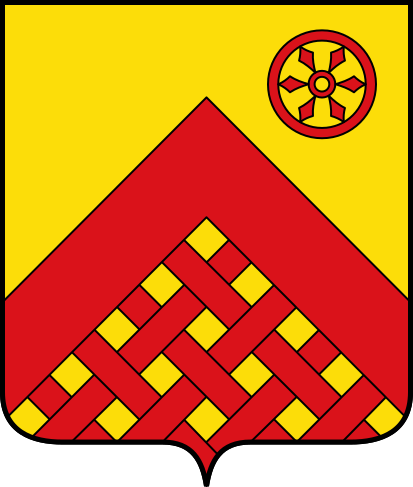
Wapen van Beesten
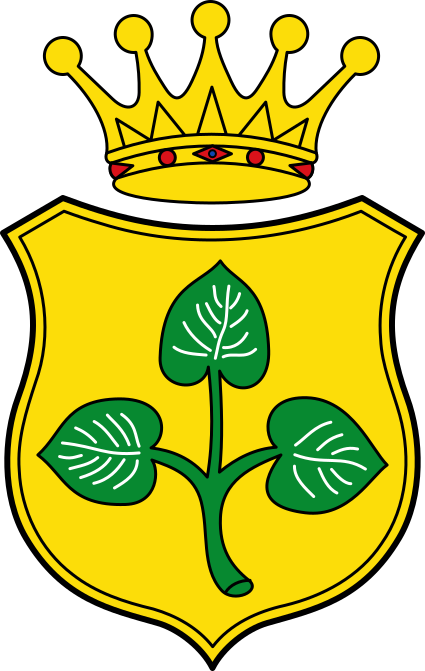
Wapen van de stad Freren
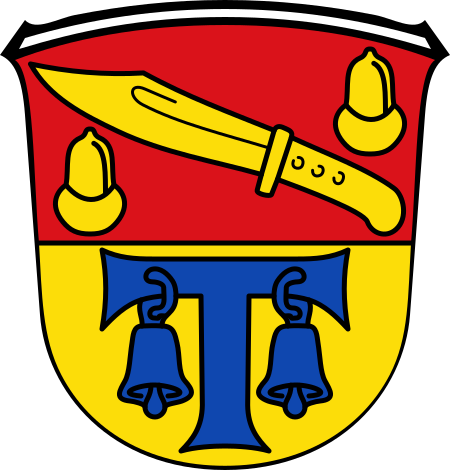
Wapen Messingen
Wapen van Thuine

## Ligging, verkeer, vervoer
De Samtgemeinde Freren  ligt in het zuidwesten van de deelstaat Nedersaksen, aan de grens met Noordrijn-Westfalen, en in het zuidoosten van het district Eemsland.
De Samtgemeinde ligt 15 km ten oosten van Lingen in een streek met tamelijk veel bos en enige door talrijke beken doorsneden, tamelijk vochtige landbouwgebieden. Ten noorden van Freren zelf, op de grens met de Samtgemeinde Lengerich, ligt een fraaie, beboste heuvelrug waar enig toerisme is ontwikkeld.

### Buurgemeenten
In het noorden grenst de Samtgemeinde Freren aan de Samtgemeinde Lengerich, in het westen aan de Samtgemeinde Fürstenau in het district Osnabrück en de gemeente Hopsten in het district Steinfurt in Noordrijn-Westfalen, in het zuiden grenst het aan de Samtgemeinde Spelle en in het westen aan de gemeente Lingen.

### Openbaar vervoer
Lingen is verreweg de belangrijkste stad in de omgeving van de Samtgemeinde Freren, die zelf per passagierstrein niet bereikbaar is. Openbaar-vervoerreizigers moeten dan ook naar station Lingen reizen en daar van de trein op de streekbus naar Freren of Beesten overstappen. Deze streekbussen, die bedoeld zijn voor scholieren- en forensenvervoer, rijden niet 's avonds, niet in de schoolvakanties en niet in het weekeinde of op feestdagen. Als de bussen niet rijden, is men vanaf Lingen op taxivervoer of, wat veel inwoners van Freren doen, gebruik van een (huur-)fiets aangewezen.

### Wegverkeer
VIa de Bundesstraße 214  rijdt men vanuit Freren-stad 12 km oostwaarts naar Fürstenau of 15 km westwaarts naar Lingen. Vijf kilometer ten westen van Lingen is een aansluiting op de noord-zuidverbinding  A31. Via Beesten en Lünne en verder zuidwaarts over de Bundesstraße 70 bereikt men na 25 km een afrit van de A30 (Amsterdam-Berlijn). Vijf kilometer verder zuidwaarts ligt het centrum van Rheine aan de Eems.

## Economie
De landbouw is traditioneel de belangrijkste bedrijfstak in de gemeente. Daarnaast is er veel kleine nijverheid en enige kleinschalige handel en industrie van vrijwel uitsluitend regionale betekenis. Ten slotte is er, vanwege het natuurschoon in de omgeving, sprake van enig toerisme.
Opvallend binnen de dienstensector is, dat niet Freren, maar Thuine als enige plaats in de Samtgemeinde een klein, rooms-katholiek ziekenhuis bezit.

## Geschiedenis
Het gebied van de huidige Samtgemeinde was reeds in de Jonge Steentijd bewoond. Mensen, die tot de dragers van de Trechterbekercultuur (3500-2800 v.C.) behoren, lieten sporen na in de vorm van megalitische monumenten.
Freren wordt voor het eerst als Freduren schriftelijk vermeld in 819. Freren, Beesten, Messingen en Thuine behoorden in de vroege middeleeuwen tot een gouw met na de kerstening een eigen gogericht (rechtscollege voor lokale gedingen, o.l.v. een gouwgraaf ter vervanging van het Germaanse ding). Deze gouw  droeg de naam Venkigau of Fenkigau. Het is niet onmogelijk, dat de bewoners van deze gouw niet allen Saksen waren, maar dat er ook mensen van Keltische afkomst woonden. Sommige geleerden motiveren dit, door de naam Fenkigau te verklaren uit een Keltisch woord voor gierst. In de vroege 9e eeuw werd dit gebied gekerstend door de uit Visbek afkomstige Gerbert Castus, een discipel van Liudger. Deze liet ook het eerste kerkje van Freren bouwen. Het gogericht te Freren heeft tot 1662 bestaan.
In de late middeleeuwen behoorde Freren eerst tot het Graafschap Tecklenburg en na de Schmalkaldische Oorlog in 1548 tot het Graafschap Lingen. Dit graafschap was zowel voor als na de Dertigjarige Oorlog (1618-1648), waarin Freren veel van oorlog (o.a. een totale afbranding in 1633) , hongersnoden, epidemieën (o.a. de pest in 1605) en vervolging van rooms-katholieken te lijden had, enige tijd politiek en dynastiek nauw met de Republiek der Verenigde Nederlanden verbonden. In 1702 kwam Graafschap Lingen aan Pruisen. De Nederlandse invloed, met name op taalgebied, was pas rond 1850 geheel uitgewerkt, toen in de gemeente de laatste Nederlandstalige schoolboekjes werden vervangen door Duitse. Nog steeds zijn er enkele straatnamen in de gemeente in Nederlandse spelling, o.a. op -hoek in plaats van -huk, -hook of -eck.  Freren zelf verkreeg in 1723 stadsrechten van koning Frederik Willem I van Pruisen. In 1852 werd de plaats echter geclassificeerd als landelijke gemeente (geen stad). In 1950 werd de plaats weer tot stad "gepromoveerd". In de 19e eeuw behoorde het gebied eerst tot het Koninkrijk Hannover en daarna het Koninkrijk Pruisen.
De (deel-)gemeente Freren ontstond in 1974 toen de kernen Lohe-Venslage, Setlage, Geringhusen, Lünsfeld en Suttrup werden geannexeerd in het kader van een gemeentelijke herindeling in Nedersaksen. In datzelfde jaar kwam de samenwerking tussen de gemeente Freren en de vier andere deelgemeentes tot de Samtgemeinde Freren tot stand.

## Bezienswaardigheden, recreatie
- De rond 1300 in gotische stijl gebouwde Evangelisch-Gereformeerde kerk in het centrum van Freren bezit een oud orgel, voorzien van het daarop in 1699 aangebrachte  wapen van Willem III van Oranje. De koning-stadhouder zou de kerk dit orgel hebben geschonken.
- De Sint-Vituskerk in Freren is een in 1899 gebouwd, imposant rooms-katholiek kerkgebouw in neogotische stijl.
- De Sint-Servaaskerk te Beesten heeft een interessante en voor de streek kenmerkende historie. De kerk werd rond 1300 in gotische stijl gebouwd en in de 16e eeuw vergroot. In 1674 werd de kerk door de gereformeerden overgenomen; van 1825 tot 1857 was het een simultaankerk, d.w.z. dat zowel protestanten als rooms-katholieken er erediensten hielden (maar niet op hetzelfde tijdstip). In deze periode verkreeg de kerk voor de rooms-katholieke eredienst, die veel meer kerkgangers trok dan de gereformeerde, het nog bestaande hoogaltaar in empirestijl. Het altaar bevat relieken van o.a. St. Simplicius. Na 1857 was de kerk weer uitsluitend rooms-katholiek, en moest wegens het toenemend aantal gelovigen rond 1931 nogmaals worden uitgebreid. De kerk bezit naast het hoogaltaar nog een groot aantal andere fraaie liturgische voorwerpen uit de 18e-20e eeuw.

De gehele Samtgemeinde is in meerderheid door de eeuwen heen altijd aan de Rooms-Katholieke Kerk trouw gebleven. Nog steeds is meer dan twee derde van de christenen in de streek katholiek.
- Großsteingrab in der Kunkenvenne, Sprockhoff-Nr. 874, bij Thuine is onderdeel van de Straße der Megalithkultur. Opvallend is dat er twee steenkransen rond het hunebed staan. Enkele bij het hunebed gedane vondsten liggen in het Niedersächsisches Landesmuseum Hannover.
- Ook het Großsteingrab im Alt-Frerener Forst, Sprockhoff-Nr. 875, twee km ten noordoosten van Freren,  is onderdeel van de Straße der Megalithkultur.
- Vijf kilometer ten noorden van Freren ligt de recreatieplas Sallersee met een camping, een watertrappelbassin voor Kneippkuren  en sportfaciliteiten van allerlei aard.

## Sport
Vijf kilometer ten noorden van Freren, is rondom de recreatieplas Sallersee een trainingsparcours speciaal voor de sporten skiken en Nordic Blading ingericht.

## Afbeeldingen

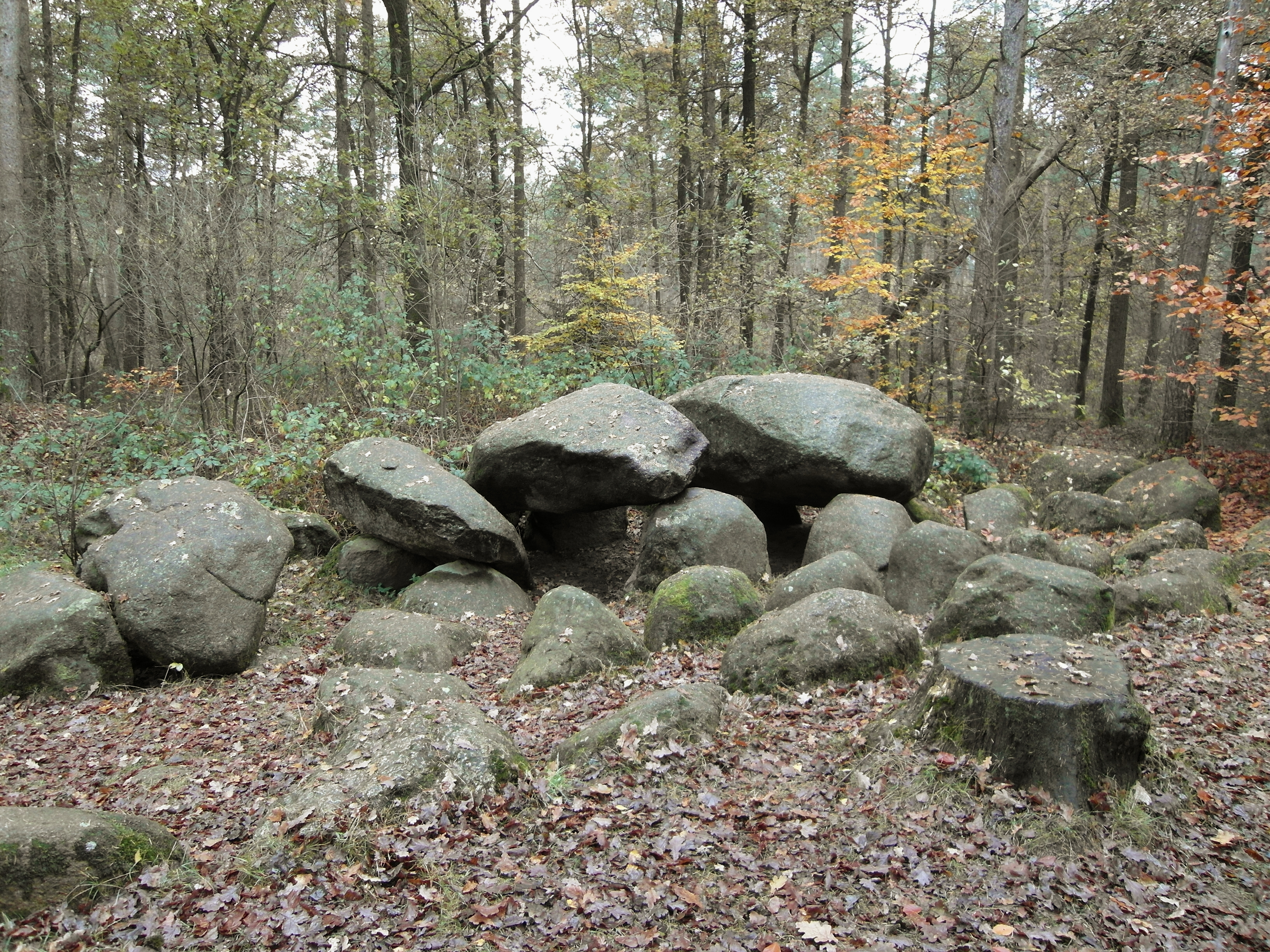
Großsteingrab in der Kunkenvenne
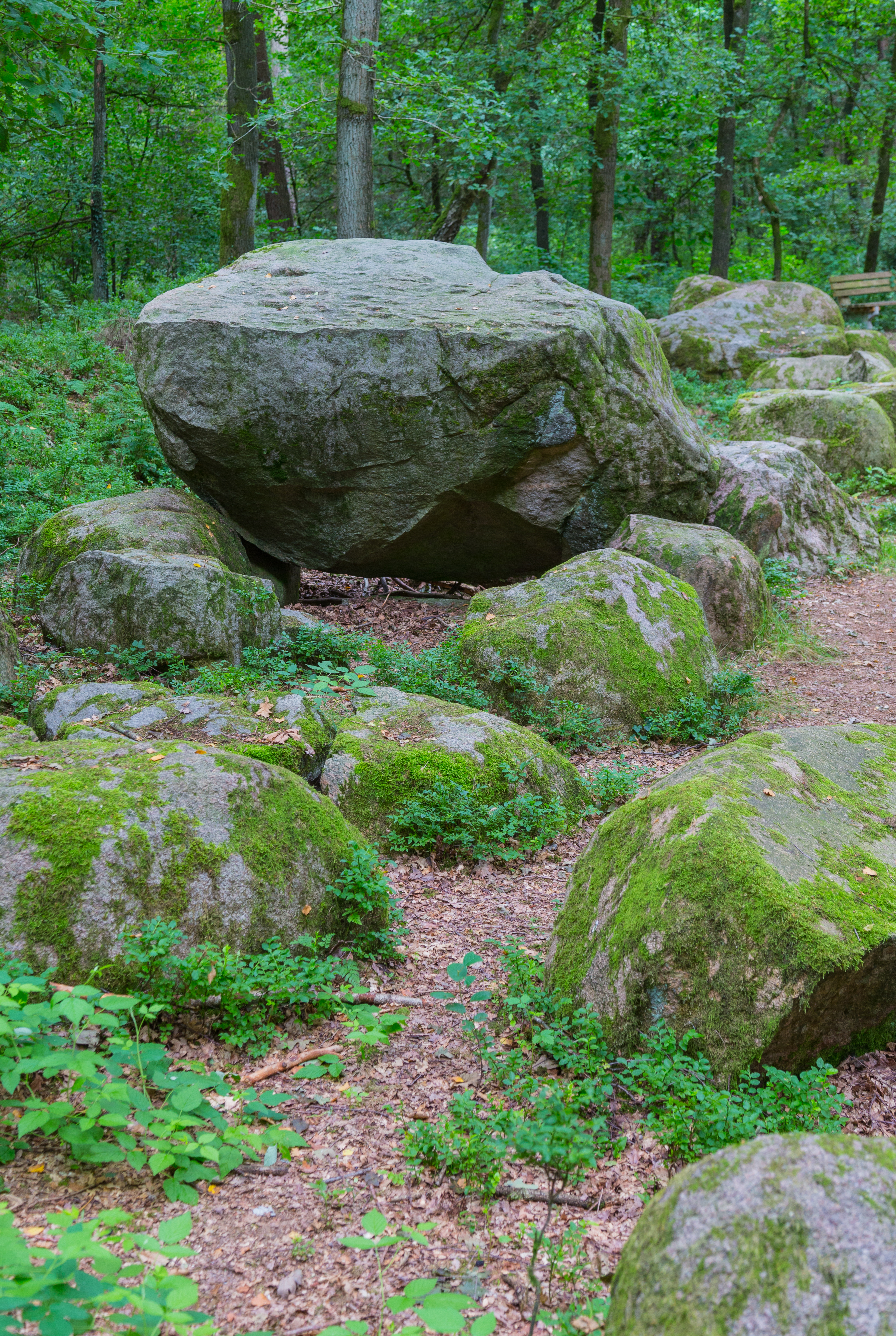
Großsteingrab im Alt-Frerener Forst
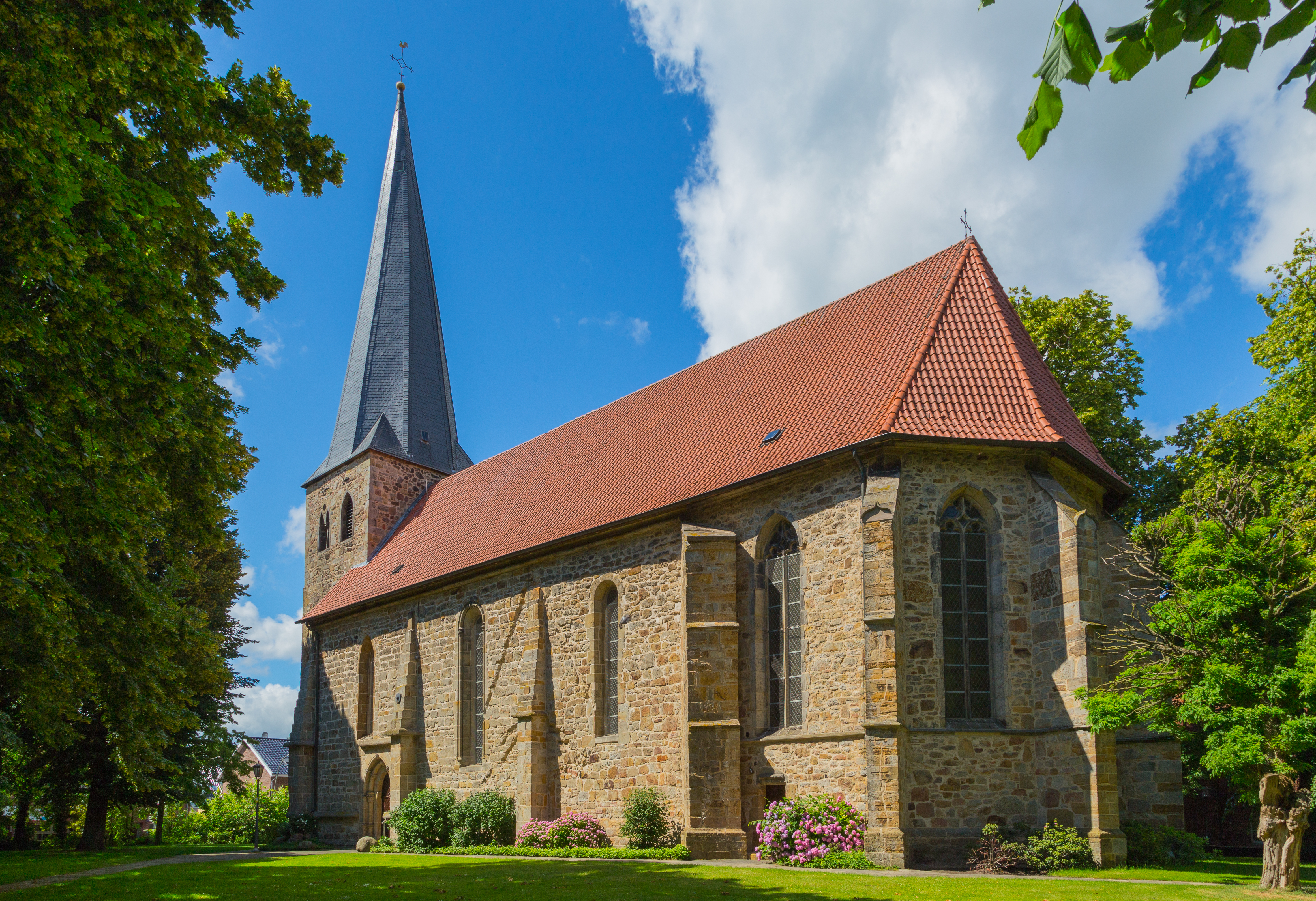
Freren, evang.-gereformeerde kerk
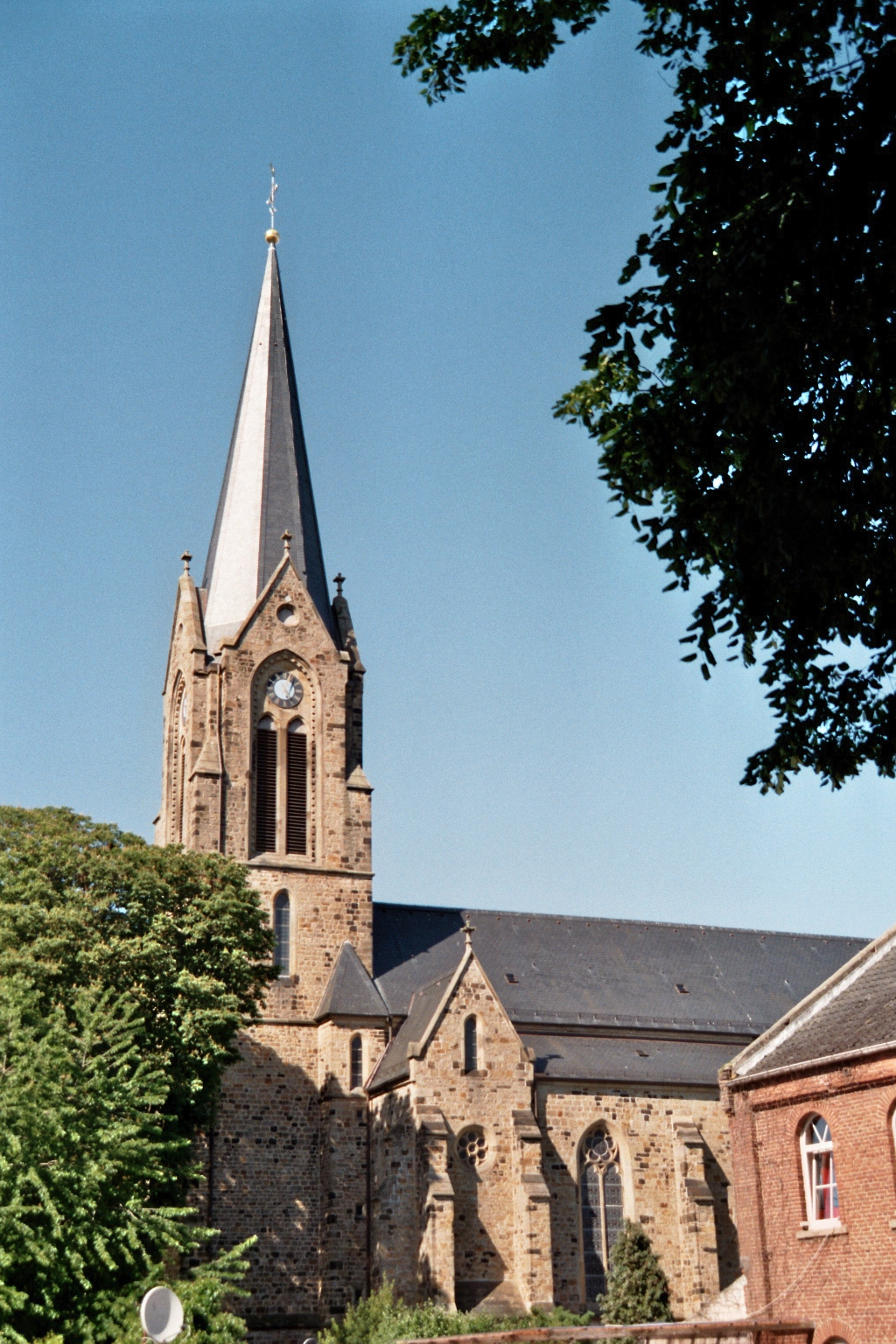
Freren, R.K. St.-Vituskerk
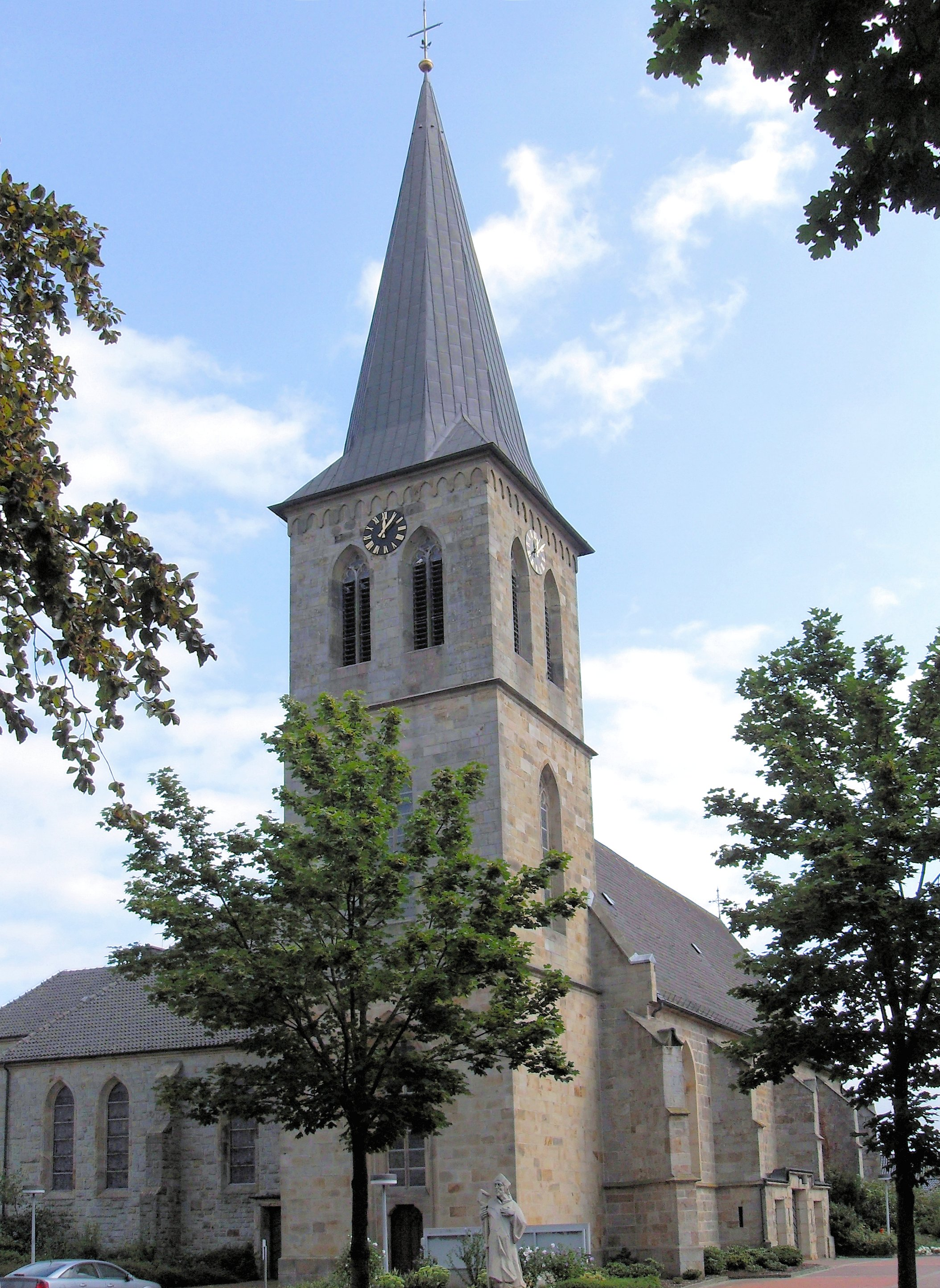
Beesten, R.K. St.-Servaaskerk

## Trivia
Het Großsteingrab in der Kunkenvenne, dat in het bos slechts 4 km ten westen van het stadje Freren ligt, speelt al eeuwenlang een rol in de lokale folklore.
Op noodgeld uit Freren (1921) werd over het Großsteingrab in der Kunkenvenne het volgende gedicht geschreven:
```
In unserem Wald in sandger Düne
Liegt begraben manche Hüne
Zum Hünengrab zum Opferstein
Pilgert Heut nog Gross und Klein 
[
1
]
```

## Politiek

### Raad
Het samenwerkingsverband kent een eigen raad (Duits:Samtgemeinderat) en deze telt 26 zetels. Ambtshalve heeft de burgemeester ook een zetel in de raad. Per de gemeenteraadsverkiezingen van 12 september 2021 zijn de zetels als volgt verdeeld:
| Partij                | 2016 | 2021 |
| --------------------- | ---- | ---- |
| CDU                   | 22   | 20   |
| SPD                   | 4    | 4    |
| FDP                   | -    | 1    |
| Bündnis 90/Die Grünen | -    | 1    |
| Burgemeester 1        | 1    | 1    |

1 Ambtshalve
In de onderwijscommissie (Schulausschuss) hebben drie extra leden een plaats, namelijk een oudervertegenwoordiger, een leerlingvertegenwoordiger en een vertegenwoordiger van het lerarencorps.
De eerstkomende gemeenteraadsverkiezingen vinden plaats in 2026.

### Burgemeester
De burgemeester, Godehard Ritz (CDU), is bij de gemeenteraadsverkiezingen in 2021 weer herkozen.